# Vôi răng
Vôi răng hay cao răng là những mảng bám bị vôi hoá trên bề mặt răng và giữa răng với nướu. Vôi răng được tạo thành do sự vôi hoá các mảng bám răng cùng với nước bọt, vi khuẩn và các khoáng chất hấp thu khi ăn uống, lâu ngày tạo thành. Vôi răng đe doạ đến sức khoẻ răng miệng do có thể gây viêm nướu. Do đó cần phải đến nha sĩ để cạo vôi răng và đánh bóng răng định kỳ từ ba đến sáu tháng một lần nhằm loại bỏ các mảng bám này.